# Münchhausnov sindrom
Münchhausnov sindrom je psihopatološko stanje, ko kdo namerno, na razne načine ustvarja klinično in laboratorijsko dokazljivo simptomatiko, da bi postal predmet zdravniške pozornosti in bil morda sprejet v bolnišnico na zdravljenje. Bolniki na ta način iščejo pozornost in sočutje, ne pa zunanjih koristi, kot so bolniška odsotnost z dela in denarna nadomestila.
Motnjo je leta 1951 poimenoval londonski psihiater sir Richard Asher (1912–1969) po lažnivem književnem liku, baronu Münchhausenu, znanem po izmišljenih pripovedovanjih o svojih popotovanjih.

## Posebne oblike
Posebna oblika Münchhausnovega sindroma je tako imenovani Münchhausnov sindrom po namestniku, pri katerem posameznik (povečini ženska, predvsem mati)) zaradi želje po pozornosti svojemu bližnjemu sorodniku (tako imenovanem namestniku), največkrat lastnemu otroku, lahko pa tudi na primer partnerju ali bližnji bolni osebi, namerno povzroča simptome ali telesne poškodbe ali ji zdravstveno škoduje (na primer z dajanjem nepravih zdravil ali zastrupljanjem).
Kadar gre za lažno prikazovanje bolezni ali druge neugodne življenjske situacije po družbenih omrežjih, govorimo o Münchhausnovem sindromu po medmrežju. 

## Klinična slika
V primerjavi s sorodnimi motnjami, kot so telesni simptomi zaradi konverzije ali somatizacije ter hipohondrija, je Münchhausnov sindrom veliko redkejši in težje prepoznaven. Največkrat so bolniki moški srednjih let, novejše raziskave pa so odkrile, da je motnja pogostejša tudi pri ženskah v obdobju klimakterija. Pogosteje se pojavlja pri osebah z motnjami identitete ali pomanjkanjem samozavesti, ki spremljajo mejno, disocialno ali narcistično osebnostno motnjo.
Bolniki značilno obiskujejo številne zdravnike in bolnišnice zaradi različnih, a izraženih simptomov (npr. bolečin v trebuhu, nevroloških simptomov, kot so glavoboli, izgube zavesti in različnih »napadov«, krvavitev iz želodca ali pljuč ...). Pogosto so deležni številnih zahtevnih preiskav in tudi posegov. Ob neizpolnitvi zahtev po zdravljenju ali zdravnikovem sumu ponavadi hitro zamenjajo zdravnika ali zdravstveno ustanovo.
Bolniki želijo doseči zdravstveno pozornost v obliki zdravniških pregledov, sprejetij v bolnišnico, diagnostičnih in terapevtskih postopkov in celo nepotrebnih operativnih posegov. Nagnjeni so k samopoškodovanju in namernim zastrupitvam, s čimer želijo posnemati ali poslabšati klinično sliko simulirane bolezni in s tem dokazati stanje bolezni ter s tem postati deležni preiskav in posegov.
Cilj in motiv bolnika je pogosto dobiti pozornost in sočutje s strani zdravnikov, negovalcev, sorodnikov ali uporabnikov spleta (slednje, kadar gre za tako imenovani Münchhausnov sindrom po medmrežju). Bolniki zavračajo psihiatrične preglede in praviloma tudi psihoterapijo.